# Références constitutionnelles à Dieu
Des références constitutionnelles à Dieu existent dans les constitutions d'un certain nombre de nations, le plus souvent dans le préambule. Une référence à Dieu dans un texte juridique est appelée invocatio dei (« invocation de Dieu ») si le texte lui-même est proclamé au nom de la divinité. Une référence à Dieu dans un autre contexte est appelée nominatio dei (« nommer Dieu»).
De telles invocatio dei et nominations dei se retrouvent notamment dans plusieurs traditions constitutionnelles européennes (reflétant la position forte des Églises d'État  et des Églises nationales dans ces pays et/ou les traditions d'invoquer Dieu dans les documents juridiques) et dans les constitutions des pays islamiques. Les religions monothéistes abrahamiques sont généralement à l'origine de telles inclusions et ajouts. Toutefois, ce n'est pas toujours le cas car en France, par exemple, la constitution de la Ve République, par son préambule, qui contient la Déclaration des droits de l'homme et du citoyen de 1789, contient une référence à l'Être suprême, Dieu unique selon les croyances déistes du XVIIIe siècle.
Dans les temps antiques et médiévaux, les divinités étaient normalement invoqués dans les contrats pour garantir les accords conclus, et des formules telles que "Au nom de Dieu le Père, du Fils et du Saint-Esprit" étaient utilisées dans les premiers documents juridiques pour souligner la justice des normes établies.

## Liste
| États              | Date de promulgation | Type de référence | Source | Texte | Description |
| ------------------ | -------------------- | ----------------- | --- | --- | --- |
| Australie          | 1900                 | nominatio dei     | Constitution de l'Australie                                                                                             | Attendu que les habitants de la NouveIle-Galles du Sud, Victoria, l'Australie-Méridionale, le Queensland et la Tasmanie, comptant humblement sur la bénédiction du Dieu tout-puissant, ont consenti à s'unir en un seul État fédéral indissoluble sous la Couronne du Royaume-Uni de Grande-Bretagne et d'Irlande, et suivant la Constitution ci-établie ; et attendu qu'il est opportun de préparer l'admission dans la Fédération d'autres colonies et possessions de la reine en Australasie ; | L'Australie-Occidentale n'est pas mentionnée, bien qu'elle soit devenue l'un des premiers États du Commonwealth d'Australie, car au moment de la rédaction de la loi constitutionnelle, il n'était pas certain que l'Australie-Occidentale rejoigne le Commonwealth australien ou non. |
| Irlande            | 1937                 | invocatio dei     | Constitution de l'Irlande                                                                                               | Au nom de la Très Sainte Trinité, de laquelle découle toute autorité et à laquelle toutes les actions des hommes et des États doivent se conformer, comme notre but suprême, Nous, peuple de l'Irlande, Reconnaissant humblement toutes nos obligations envers notre seigneur, Jésus Christ, qui a soutenu nos pères pendant des siècles d'épreuves, Se souvenant avec gratitude de leur lutte héroïque et implacable pour rétablir l'indépendance à laquelle notre Nation avait droit, Désireux d'assurer le bien commun, tout en respectant la prudence, la justice et la charité, afin de garantir la dignité et la liberté de chacun, de maintenir un ordre véritablement social, de restaurer l'unité de notre pays et d'établir la paix avec toutes les autres nations, Nous adoptons, nous promulguons et nous nous donnons la présente Constitution. | |
| Irlande            | 1937                 | invocatio dei     | Constitution de l'Irlande                                                                                               | L'État reconnaît que l'hommage de l'adoration publique est dû au Dieu Tout Puissant. Son nom est révéré et on doit respecter et honorer la religion (article 44) | |
| Irlande            | 1937                 | invocatio dei     | Constitution de l'Irlande                                                                                               | À la gloire de Dieu et pour l'honneur de l'Irlande | |
| Indonésie          | 1945                 | invocatio dei     | Constitution de l'Indonésie                                                                                             | Avec la bénédiction de Dieu Tout-Puissant et mû par le noble désir de mener sa propre vie nationale, le peuple indonésien se déclare indépendant. En outre, pour donner un gouvernement à l'État indonésien, pour protéger le peuple et le pays tout entier, pour développer le bien-être public, pour améliorer le niveau de vie et pour prendre part à I’établissement d'un ordre mondial fondé sur la liberté, la paix éternelle et le justice sociale, l'indépendance nationale est énoncée dans la Constitution de la République, qui est fondée sur la souveraineté du peuple et sur la foi en un dieu unique, une humanité juste et civilisée, l'unité de l'Indonésie, la démocratie sagement conduite dans la concertation et la représentation, la justice sociale pour tout le peuple indonésien. | La constitution de l'Indonésie suit les préceptes du Pancasila. |
| France             | 1958                 | invocatio dei     | Déclaration des droits de l'homme et du citoyen de 1789 via le préambule de la Constitution française du 4 octobre 1958 | En conséquence, l'Assemblée Nationale reconnaît et déclare, en présence et sous les auspices de l'Être suprême, les droits suivants de l'Homme et du Citoyen. (Déclaration des droits de l'homme et du citoyen de 1789) | |
| Koweït             | 1962                 | invocatio dei     | Constitution du Koweït                                                                                                  | Au nom d'Allah, le Clément, le Miséricordieux, Nous, Abdullah al-Salim al-Sabah, Émir de l'État du Kowéit, Désireux d'utiliser les moyens de la règle démocratique pour notre cher pays ; ayant foi dans le rôle de ce pays dans le développement du nationalisme arabe et dans la promotion de la paix dans le monde et de la civilisation humaine ; tendant vers un avenir meilleur dans lequel le pays jouira d'une plus grande prospérité et d'une plus grande renommée internationale, et dans lequel aussi les citoyens jouiront d'une plus grande liberté politique, de l'égalité et de la justice sociale, un avenir qui respecte les traditions inhérentes à la nation arabe en améliorant la dignité de l'individu, la sauvegarde de l'intérêt public, et en appliquant la règle de consultation tout en maintenant l'unité et la stabilité du pays ; Ayant examiné la loi n° 1 de 1962, concernant le système de gouvernement durant la période de transition, et sur la résolution de l'Assemblée constituante, par la présente, j'approuve la présente Constitution et je la promulgue. (préambule) | |
| Iran               | 1979                 | invocatio dei     | Constitution de l'Iran                                                                                                  | Au nom d'Allah, le Compatissant et le Miséricordieux. | |
| Iran               | 1979                 | nominatio dei     | Constitution de l'Iran                                                                                                  | La République islamique est un système fondé sur la croyance en : 1. le Dieu unique (comme l'indique la phrase "Il n'y a pas d'autre dieu qu'Allah"), sa souveraineté exclusive et son droit de légiférer, ainsi que la nécessité de se soumettre à ses ordres ; 2. la révélation divine et son rôle fondamental dans l'établissement des lois ; 3. le retour à Dieu dans l'au-delà, et le rôle constructif de cette croyance dans le parcours de l'homme vers Dieu ; 4. la justice de Dieu dans la création et la législation ; 5. le leadership continu (imamah) et la guidance perpétuelle, et son rôle fondamental pour assurer le processus ininterrompu de la révolution de l'Islam ; 6. la dignité et la valeur exaltée de l'homme, et sa liberté associée à sa responsabilité devant Dieu ; (article 2) | |
| Antigua-et-Barbuda | 1981                 | nominatio dei     | Constitution d'Antigua-et-Barbuda                                                                                       | ATTENDU QUE le peuple d'Antigua et Barbuda- a- proclame qu'il est une nation souveraine fondée sur des principes qui reconnaissent la suprématie de Dieu, la dignité et la valeur de la personne humaine, le droit de toute personne aux libertés et droits fondamentaux de l'individu, la position de la famille dans une société d'hommes et de femmes libres et d'institutions libres ; (...) PAR CONSÉQUENT, les dispositions suivantes auront effet en tant que Constitution d'Antigua-et-Barbuda:- | |
| Suisse             | 1999                 | invocatio dei     | Constitution fédérale de la Confédération suisse                                                                        | "Au nom de Dieu Tout-Puissant! Le peuple et les cantons suisses (...) arrêtent la Constitution que voici: "(préambule) | L'invocation de Dieu est une tradition constitutionnelle suisse qui remonte au Pacte fédéral de 1291. |
| Texas (États-Unis) | 2007                 | invocatio dei     | Constitution du Texas de 2007                                                                                           | Invoquant humblement les bénédictions de Dieu tout-puissant, le peuple de l'État du Texas ordonne et établit la présente Constitution. (préambule) | |
| Texas (États-Unis) | 2007                 | nominatio dei     | Déclaration des droits (Constitution du Texas de 2007)                                                                  | Aucun test religieux ne sera jamais requis comme qualification pour un poste ou une confiance publique dans cet État ; et nul ne sera exclu de l'exercice de ses fonctions en raison de ses sentiments religieux, pourvu qu'il reconnaisse l'existence d'un Être suprême. (section 4) | |
| Texas (États-Unis) | 2007                 | nominatio dei     | Déclaration des droits (Constitution du Texas de 2007)                                                                  | Tous les hommes ont un droit naturel et inattaquable d'adorer Dieu Tout-Puissant selon les préceptes de leur propre conscience. (section 6) | |
| Hongrie            | 2011                 |                   | Loi fondamentale de la Hongrie                                                                                          | Que Dieu bénisse les Hongrois ! | La formule « Que Dieu bénisse les Hongrois. » est le premier vers de l'hymne national. |
| Hongrie            | 2011                 | invocatio dei     | Loi fondamentale de la Hongrie                                                                                          | Nous, les membres de l'Assemblée nationale élus le 25 avril 2010, conscients de notre responsabilité devant Dieu et devant les hommes, dans l'exercice de notre pouvoir constituant, adoptons le présente acte en tant que première loi fondamentale de la Hongrie. | |